# Astomaspis pygidiator
Astomaspis pygidiator là một loài tò vò trong họ Ichneumonidae.